# Hatvan
Hatvan es una ciudad (en húngaro: "város") del condado de Heves, en Hungría. Se encuentra en la ribera del río Zagyva, cerca de los montes Mátra, a unos 60 km al noreste de Budapest, y no tiene nada que ver su nombre, aunque "hatvan" significa sesenta en húngaro, el nombre es anterior a los kilómetros. Es una de las ciudades más pobladas del condado.

## Ciudades hermanadas
La ciudad de Hatvan está hermanada con:
- Târgu Secuiesc, Rumanía
- Tavarnelle Val di Pesa, Italia
- Maassluis, Países Bajos
- Kokkola, Finlandia
- Jarocin, Polonia
- Beregove, Ucrania
- Alpullu, Turquía